# Интер (Братислава)
„Интер Братислава“ е футболен клуб от Братислава, Словакия. Намира се на адрес 832 84 Bratislava Junácka 10.

## История
1. 1940 - Основана като СК Аполо Братислава
2. 1945 - Преименуван на ТКНБ Братислава 1945
3. 1948 - Преименувани Сокол Братислава
4. 1952 - Преименувани Червена Звезда Братислава
5. 1959 - Първата европейска квалификация, 1959 - 1960
6. 1962 - Тук се сливат отборите на Искра Братислава и Словнафт Братислава
7. 1965 - Преименувани Интернационал Братислава
8. 1986 - Сливат се тимовете на Фк Петржалка и ФК Интернационал Братислава
9. 1991 - Преименувани АФК Слован Интер Братислава
10. 2004 - Преименувани ФК Интер Братислава, което носи.

## Успехи
- Словашка лига

o Победители (2): 2000, 2001
- Словакия купа

o Печели (6): 1984, 1988, 1990, 1995, 2000, 2001
- Чехословашка Лига (1945 - 1992)

o Печели (1): 1959
- Международна купи

o Печеки (2): 1963, 1964

## Стадион
Стадиона побира 13 295 души. Използва се предимно за футболни мачове и е домакински стадион на ФК Интер Братислава.

## Български футболисти
- Божин Ласков: 1953/56